# Lijst van gemeenten in Kahramanmaraş
Onderstaande lijst bevat alle gemeenten (2000) in de Turkse provincie Kahramanmaraş.
| District      | Gemeente      |
| ------------- | ------------- |
| Afşin         | Afşin         |
| Afşin         | Alemdar       |
| Afşin         | Altınelma     |
| Afşin         | Arıtaş        |
| Afşin         | Bakraç        |
| Afşin         | Büyüktatlı    |
| Afşin         | Çobanbeyli    |
| Afşin         | Çoğulhan      |
| Afşin         | Dağlıca       |
| Afşin         | Esence        |
| Afşin         | Tanır         |
| Andırın       | Andırın       |
| Andırın       | Geben         |
| Andırın       | Yeşilova      |
| Çağlayancerit | Bozlar        |
| Çağlayancerit | Çağlayancerit |
| Çağlayancerit | Düzbağ        |
| Ekinözü       | Ekinözü       |
| Elbistan      | Akbayır       |
| Elbistan      | Bakış         |
| Elbistan      | Büyükyapalak  |
| Elbistan      | Demircilik    |
| Elbistan      | Doğan         |
| Elbistan      | Elbistan      |
| Elbistan      | Izgın         |
| Elbistan      | İğde          |
| Elbistan      | Karaelbistan  |
| Elbistan      | Söğütlü       |
| Göksun        | Bozhüyük      |
| Göksun        | Büyükkızılcık |
| Göksun        | Çardak        |
| Göksun        | Değirmendere  |
| Göksun        | Ericek        |
| Göksun        | Göksun        |
| Göksun        | Kanlıkavak    |
| Göksun        | Taşoluk       |
| Kahramanmaraş | Baydemirli    |
| Kahramanmaraş | Döngele       |
| Kahramanmaraş | Fatih         |
| Kahramanmaraş | Fatmalı       |
| Kahramanmaraş | Ilıca         |
| Kahramanmaraş | Kahramanmaraş |
| Kahramanmaraş | Kale          |
| Kahramanmaraş | Karacasu      |
| Kahramanmaraş | Karadere      |
| Kahramanmaraş | Kavlaklı      |
| Kahramanmaraş | Kürtül        |
| Kahramanmaraş | Önsen         |
| Kahramanmaraş | Şahinkayası   |
| Kahramanmaraş | Tekir         |
| Nurhak        | Barış         |
| Nurhak        | Kullartatlar  |
| Nurhak        | Nurhak        |
| Nurhak        | Yeşilkent     |
| Pazarcık      | Büyüknacar    |
| Pazarcık      | Evri          |
| Pazarcık      | Narlı         |
| Pazarcık      | Pazarcık      |
| Pazarcık      | Yumaklıcerit  |
| Türkoğlu      | Beyoğlu       |
| Türkoğlu      | Kılılı        |
| Türkoğlu      | Şekeroba      |
| Türkoğlu      | Türkoğlu      |
| Türkoğlu      | Yeşilyöre     |